# Le rose di Atacama
Le rose di Atacama (titolo originale Historias marginales) è una raccolta di racconti di Luis Sepúlveda del 2000.
Si compone di un insieme di trentacinque storie di uomini e di donne che hanno in comune la volontà di lottare per i propri ideali e di non piegarsi alle prepotenze. I luoghi ove si svolgono le storie narrate toccano tutti gli estremi della terra, dalla Patagonia alla Norvegia, dall'Argentina alla Russia, passando per i campi di sterminio nazisti e le prigioni di Pinochet, le terre lapponi e le isole dell'Adriatico. Tra i ritratti effettuati dall'autore, emergono l'indio dell'Amazzonia che discute del cosmo mentre utilizza i suoi amuleti, un poeta ebreo di Vilnius, un genovese che attraversa la pampa portandosi appresso solo una valigia di dischi, tutti accomunati da una passione vitale.